# Shōnen Sunday Super
La Shōnen Sunday Super ((少年サンデー超 Shōnen Sandē Sūpā?) es una revista Shōnen bimensual publicada por Shōgakukan.

## Historia
Originalmente se vendía como una edición especial de la Shūkan Shōnen Sunday titulada Shōnen Sunday Zōkan, fue renombrada Shōnen Sunday Super en 1995. En esta son frecuentes las series cortas hechas por los artistas de Shōgakukan, también historias de Mangakas novatos. En abril de 2004 la revista dejó de publicarse mensualmente para hacerlo cada dos meses. En el 2009 volvió a ser mensual.

## Características
No es raro que una serie que se vuelva popular se transfiera a la Shūkan  Shōnen Sunday, ejemplos de esto son Kyō Kara Ore Wa!! de Hiroyuki Nishimori y Kenta Yarimasu! de Takuya Mitsuda. Ambos artistas debutaron en la Shōnen Sunday Super solo para "graduarse" a la más popular Shōnen Sunday donde se siguen publicando.
Cuando los trabajos de la revista son coleccionados en un tankōbon, estos son etiquetados bajo la misma etiqueta de Shōnen Sunday Comics junto con los títulos que aparecen en la Weekly Shōnen Sunday, haciendo que las dos fuentes sean indistinguibles. esto fue pensado en caso de que un título pase de la Shōnen Sunday Super a la Weekly Shōnen Sunday.
Frecuentemente los artistas que se han graduado en la Weekly Shōnen Sunday harán afiches o calendarios de sus series destacadas en la Shōnen Sunday Super. Otra práctica común de un antiguo artista de la Shōnen Sunday Super es contribuir con un capítulo suplementario de las series populares en la revista, incluso si estas ahora solo salen en la Weekly Shōnen Sunday. Los ejemploes incluyen a Cheeky Angel y D-Live!!, ambos tuvieron un capítulo publicado en la Shōnen Sunday Super y luego continuaron la trama en la Weekly Shōnen Sunday.